# ヴィヴェーカーナンダ
ヴィヴェーカーナンダ、スワミ・ヴィヴェーカーナンダ（Swami Vivekananda, ベンガル語: স্বামী বিবেকানন্দ, ラテン文字転写: Shami Bibekanondo, 本名：ノレンドロナト・ドット（Narendranath Dutta, ベンガル語: নরেন্দ্রনাথ দত্ত, ラテン文字転写: Nôrendronath Dhat-tha）1863年1月12日 - 1902年7月4日）は、インドのヒンドゥー教の出家者、ヨーガ指導者、社会活動家。ラーマクリシュナの弟子・後継者であり、ラーマクリシュナ僧院とラーマクリシュナ・ミッションの創設者である。

## 概要
ヒンドゥー教改革運動、インド内での社会奉仕活動、インド外への布教に尽力し、植民地時代のインドで人々に民族的自覚を促してインドのナショナリズムの高揚を後押しし、インド及び欧米諸国の人々に影響を及ぼした。
思想的にはシャンカラの系統のヴェーダーンタ思想（不二一元論）で、それを師ラーマクリシュナの思想として紹介した。ネオ・ヒンドゥーイズム、ネオ・ヴェーダーンタと呼ばれる思想家の一人で、ラーム・モーハン・ローイやラビンドラナート・タゴールと並んで、西洋近代の知を吸収したインド人知識人らによるインドの近代化とヒンドゥー教・伝統復興のための改革運動ベンガル・ルネッサンスを代表する人物である。インドの伝統に立脚した彼の思想に格別新しいものはないが、優れた弁論と人間的魅力で、類まれな感化力を発揮した。新たなインド社会像を求め、カーストや貧富の違いを超えた多様なインド国民の文化的基盤を構想し、実務面の実行力にも優れ、奉仕の大切さを説いてラーマクリシュナ・ミッションを立ち上げ運営し、インド社会の向上に寄与した。欧米でヒンドゥー教と普遍宗教の理想を高い英語力で語り、マックス・ミュラーやロマン・ロランら欧米人に支持され、欧米ではヒンドゥー教を代表する人物とみなされ、国内ではヒンドゥー教を救ったと称賛されたが、異物とみなされ批判も受けた。主に、ヒンドゥー教を伝統的なヴェーダーンタ思想に依拠する優れた世界宗教として称揚する愛国主義的な宗教改革者として評価されてきた。一方、そうした見方・評価を単純化が過ぎるとみなし、再評価を試みる研究もみられる。
インドの国民的英雄と評されており、彼の誕生日の1月12日は、インドではその業績を若者に生かすべく、若者のための全国青年日（ナショナル・ユース・デー）として祝日になっている。

## 生涯

### 前半生

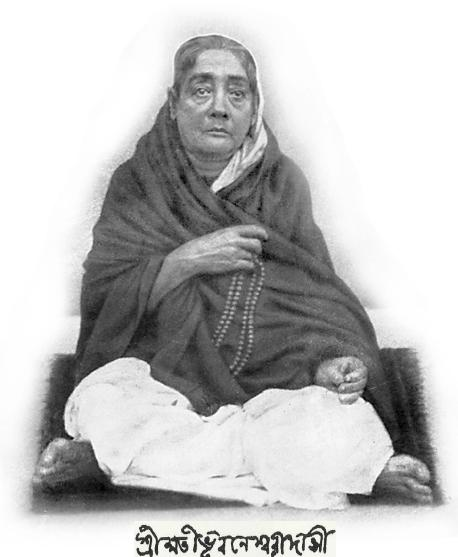
母・ブヴァネーシュワリー・デーヴィー

1863年1月12日、ノレンドロナト・ドット（以下ノレンドロ）は、英領インド帝国の首都カルカッタ（以下コルカタ）に生まれた。カーストはシュードラの階層に属するオクリン・カーヤストの出である。父はビッショナト・ドット、母はブバネシュワリ・デビといい、父は裕福で進歩的な弁護士だった。
1879年に、ノレンドロはより高度な学究のために、コルカタのプレジデンシー・カレッジに入学した。1年後に、スコティッシュ・チャーチ・カレッジで哲学を学んだ。教科課程の間、彼は西洋論理学やジョン・スチュアート・ミル、スペンサーの哲学に非常に興味を持ち、ヘーゲルなどの西洋哲学、ヨーロッパ諸国の歴史を勉強した。ロマン派の詩人ウィリアム・ワーズワースとパーシー・ビッシュ・シェリーの詩を好んだ。西欧的な教養を身につけ、英語も堪能だった。
西洋の学問を学んだが、神と神の存在についての不審が芽生え始めた。叔父が当時の重要な宗教組織及び社会改革グループであるブラフモ・サマージ（ブランモ協会）の秘書を長年務めており、ノレンドロ自身も協会の会員になっていた。しばらくの間、会衆の祈りや祈祷の歌が彼の心を惹きつけていたが、真の宗教体験を得ることはできないと感じるようになり、離れた。ヴィヴェーカーナンダとその師ラーマクリシュナとの出会いの経緯については諸説がある。 その頃、すでにブランモ協会のケショブ・チョンドロ・シェンによって、カルカッタの言論界には、ダクシネーシュワル・カーリー寺院のラーマクリシュナの存在が広く紹介されていた。ヴィヴェーカーナンダは、スコティッシュ・チャーチ・カレッジの学長であり英文学教授でもあった英国人のハスティー（1887年渡印）からラーマクリシュナの話を聞いた。宗教評論家の増原良彦（ひろさちや）は、この逸話は、民衆のヒンドゥー教の伝統、土俗の田舎のバラモンの系譜にあるラーマクリシュナと、インドの中で西洋教育を受けたヴィヴェーカーナンダには、外国人である英国人が仲立ちとなって接触するほど思想的に距離があったことを暗示している、と評している。

### ラーマクリシュナの下での修行

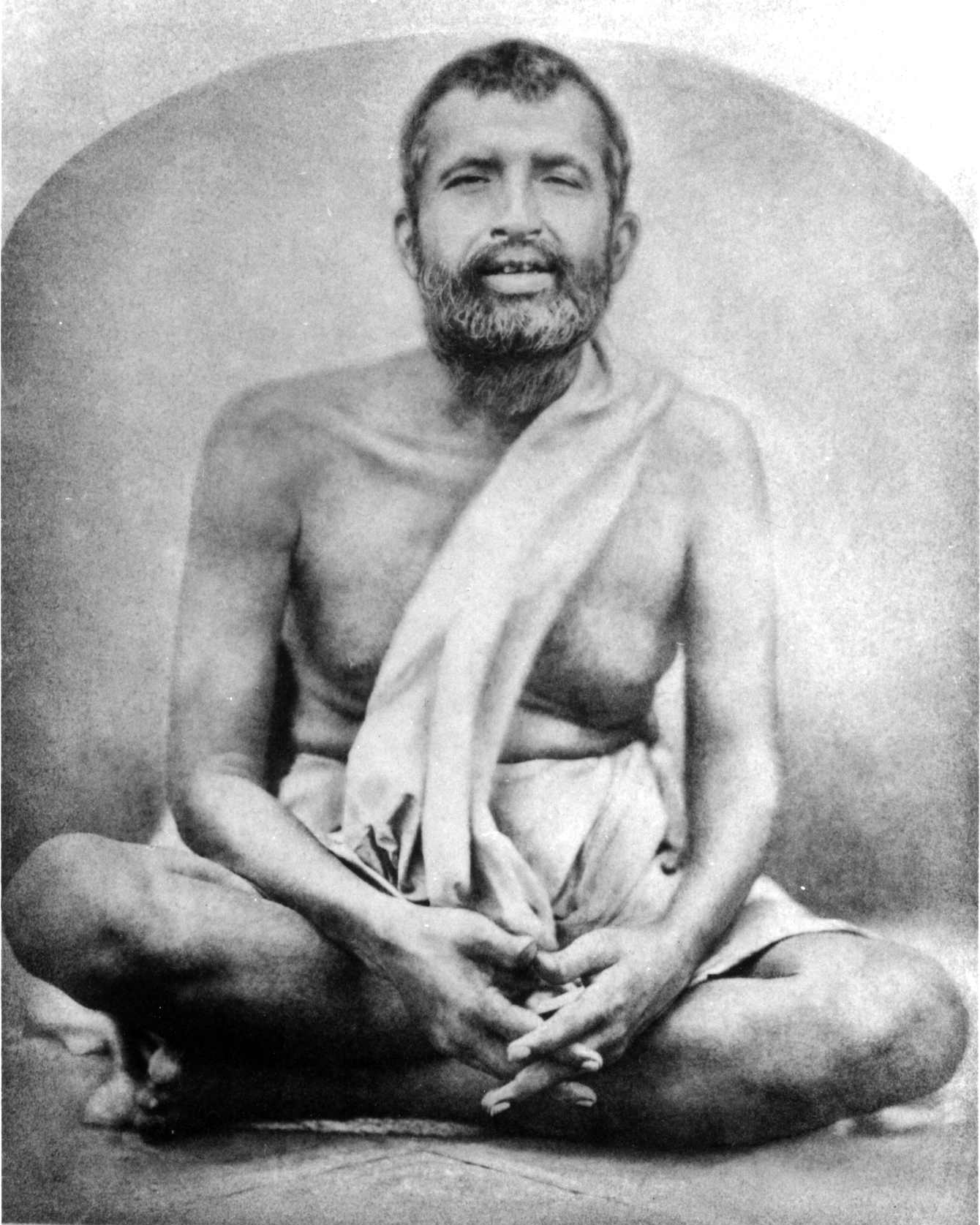
ラーマクリシュナ

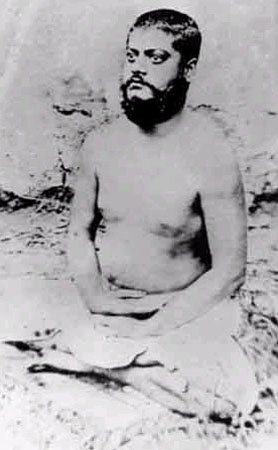
ヴィヴェーカーナンダ（1886年））

1882年、17歳で初めてラーマクリシュナに会い、それまで誰からも満足な返答を得られなかった問い「あなたは神を見たことがありますか」を投げかけた。ラーマクリシュナ「うん、私は神様を見たよ。ここでおまえを見ているように、私には神様が見えるんだよ。それもじつにはっきりとね」と答えた。ノレンドロはこの答えに大きな驚きと心の安らぎを感じ、この体験が彼の宗教体験の契機となり、ラーマクリシュナの死まで4年間彼の下で学んだ。増原良彦は、ヴィヴェーカーナンダはラーマクリシュナの「人格に帰依した」と形容している。ラーマクリシュナの方も、ヴィヴェーカーナンダを信頼し、後を任せるにふさわしい人物とみなした。
ラーマクリシュナは、タントラやシヴァ派、アドヴァイタ、イスラム神秘主義など様々な行法を行って修行したが、これらを弟子たちに実践させることはなく、講話も説教もしなかった。
ノレンドロは納得できないことにはすぐに反論し、ラーマクリシュナの見たカーリーは幻覚に過ぎないのではないかとさえ言った。ある時ノレンはラーマクリシュナが「神は万物に宿る」と言うのを聞いて、壺やコップを叩きまわり、「これも神か、あれも神か」とふざけていた。するとラーマクリシュナはノレンに触れて、神を見せた。世界は神そのものであり、壺もコップも神であるということをノレンドロは悟ったという。ノレンにとっては偶像崇拝も迷信であるように思え、よく論争をした。やがて、ノレンドロは熱烈な支持・賛同をもってラーマクリシュナを受け入れた。
1884年の初め頃、心臓発作により父が死去。彼の一家は経済的困窮に見舞われた。

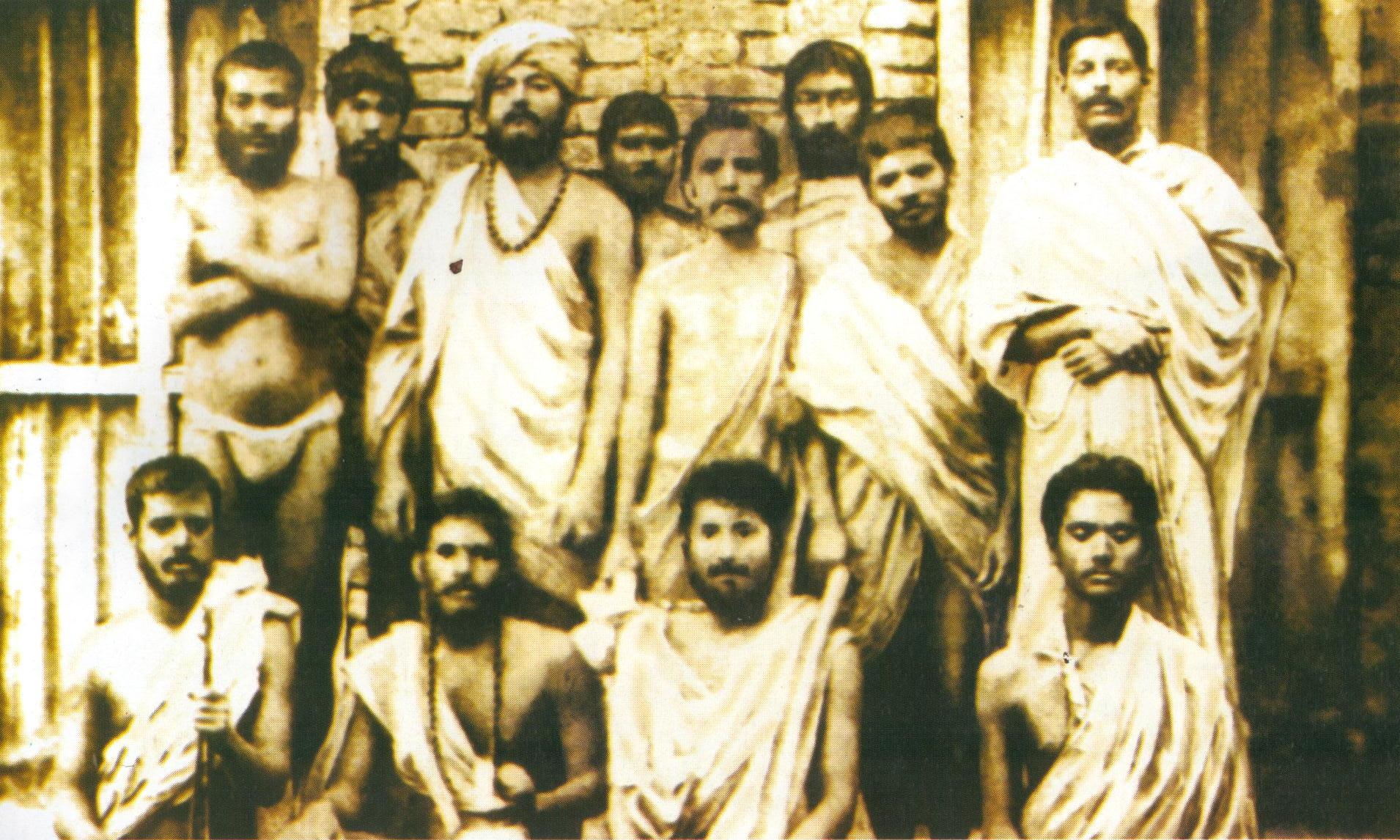
ヴィヴェーカーナンダ（後列左から3番目）とラーマクリシュナの弟子たち（1887年））

ラーマクリシュナは喉頭癌で、1886年8月15日に死去した。ノレンドロは23歳だった。その後、ノレンドロを含むラーマクリシュナの教えの中心となる弟子達は、僧になって一切を放棄するという誓いを立て、バラーナガルのあばら家に住み、ラーマクリシュナの弟子で富豪でもある家主によって、食事その他の生活の施しを受けた。

### 托鉢生活

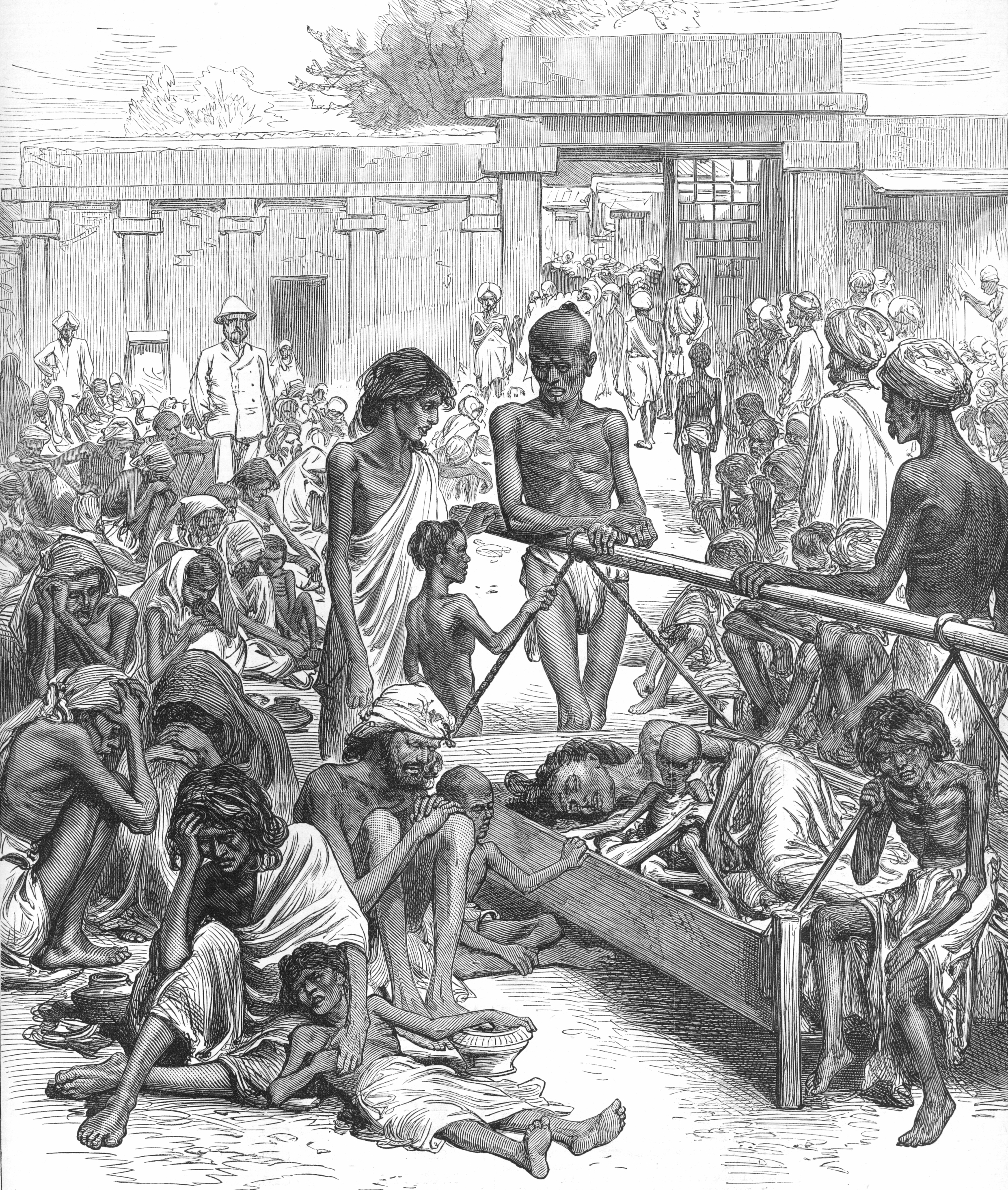
当時のインドの飢饉の様子（1876-1878年の大飢饉）

出家者（サンニャーシン）は遊行の旅に出るという伝統にしたがい、1890年7月に托鉢生活を始めた。コルコタを出てベナレス、アヨーディヤー、ラクノウ、アグラ、ビリンダーバン、ヒマラヤと放浪した。ラーマクリシュナの信奉者の教団の組織化を図ったが失敗に終わった。藩王諸侯の援助を得るようになり、1892年ラージャスターンのアジット・シン (ケートリ藩王)の助言でスワミー・ヴィヴェーカーナンダを名乗るようになった。最初の弟子サラット・チャンドラ・グプタに出会い、彼は名をサダーナンダと改めて、ヴィヴェーカーナンダに従った。
この期間に、ヴィヴェーカーナンダは貧民の小屋から藩王の宮殿まで様々な場所に滞在した。彼はインド、当時のイギリス領インド帝国の様々な人々に親密に接し、異なる宗教の文化と交流し、インド人の強さと弱さを観察し、インドの荒廃を目にした。支配者であるイギリス人はインドの富を吸い上げその一部を本国、インド外で消費し、インドに還元せず、何の見返りももたらさないという点で、それまでインドを支配したどのような征服者とも異なっていた。インドは豊かな自然に恵まれていたが、イギリスの支配下で搾取と後進的な農業、産業経済構造によって大部分のインド人が貧困と飢餓に苦しみ、幾度も大飢饉に襲われていた。ヴィヴェーカーナンダは、インド民衆の状況を次のように表現した。
荒れ狂う疫病とコレラによる荒廃、国の生命にくいいるマラリア、第二の天性となった飢餓と半飢餓、死のような飢餓がしばしば悲劇の舞踏を踊る……三億の人間の集塊、外見が人間に近似するに過ぎない―同国人と外国諸国に踏みつけにされて命を打ち砕かれ……なんの希望もなく、過去もなく、将来もなく―…同胞の富が我慢ならない奴隷にふさわしい邪悪な性格―……強者の足の埃をなめる一方で弱者には手ひどい仕打ちをし―弱きものを自然に捕らえる醜悪で悪魔的な迷信に満ち、将来の希望もなく、―道義心の基準もなく―こうした三億の民がインドにあふれかえっている、同数の蛆が腐って臭気を発する死骸に群がるように―これがわれわれの姿であり、イギリス人官吏の目にも当然映る姿なのだ。
このような絶望的な状況下で、ヴィヴェーカーナンダは観念的な教えばかりを説くインド人が多いと感じ、心の教えだけを説くのは無益であると思うようになり、師ラーマクリシュナが無駄な行いだと揶揄した社会的実践の必要性を感じるようになった。社会の平等を西洋に学び、西洋は精神的な教えをインドに学ぶべきだという信念が生まれた。

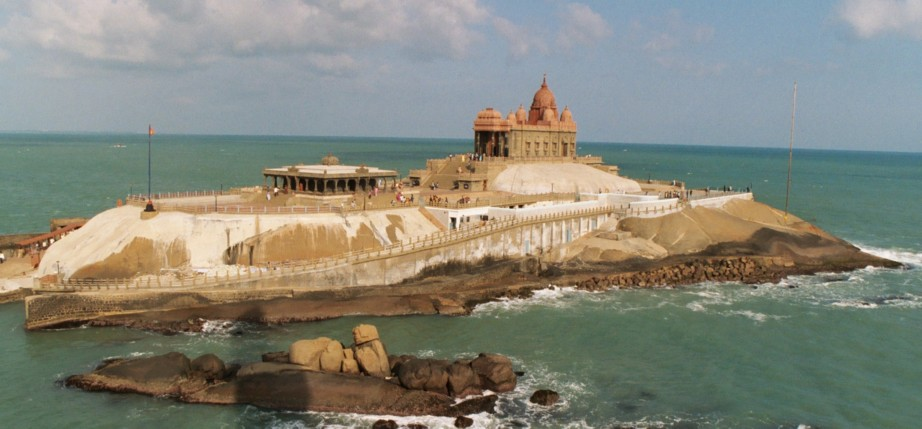
カンニヤークマリのヴィヴェーカーナンダ記念の岩

1892年にインド亜大陸の最南端のカンニヤークマリに辿り着き、そこで瞑想にふけった。その岩はカンニヤークマリのヴィヴェーカーナンダ記念の岩として観光地になっている。
当時、アメリカのシカゴ万国博覧会で万国宗教会議が開催されることが決まっており、ブラフモ・サマージなどから幾人か代表が選ばれていたが、正統派ヒンドゥー教は無関心を貫いており、出席しようという人はなかなか出なかった。ヴィヴェーカーナンダは、ラムナードやマイソールの藩王、それにケートリ藩王アジット・シンなどの資金援助を得て、ヒンドゥー教を代表して出席することになり、これが人生の大きな転機となる。出席の理由としては、兄弟子に次のように語っている。
いいですか、先輩！この国中に広がっている極貧の状況下にあって、人々に宗教を伝道することにどんな意味がありますか。もしも私がこの国の貧困と苦悩を取り除くことに成功したならば、その時にこそ私は宗教について話そうと思います。
インドの貧困者を救済する方法を見出そうとし、またラーマクリシュナの思想の伝道を目指しての参加だったと考えられている。

### 欧米を外遊
ボンベイ、コロンボ、ペナン、シンガポール、香港、長崎、横浜を経て、バンクーバーに上陸し、シカゴまで列車で旅し、万国宗教会議に臨んだ。会議は当初7月開始予定だったのが9月に延期されていたが、ヴィヴェーカーナンダはそれを知らなかったため資金が枯渇し、神智学協会に援助を求めたが、協会の信条への同意を求められ拒否したため、援助を受けることはできなかった。会議への参加資格がいずれかの宗派、教派の代表でなければならないという原則も知らなかったため、会議前のアメリカでは非常に苦労したが、幾人かのアメリカの人々の助けを受け、会場にたどり着いた。
1893年に万国宗教会議第一回集会が始まった。ヴィヴェーカーナンダの他に、インドからは神智学協会、ブラフモ・サマージ、グジャラート州のジャイナ教、セイロンから仏教が参加した。会議はアメリカのキリスト教ユニテリアン教会が中心となって企画したもので、全体的にイスラム教の参加者が極端に少なく、有力メンバーはユニテリアンと思想の近い「オリエンタル」なアジアの宗教に偏っていた。また、植民地支配下のインドでは、エリートたちは西欧のオリエンタリズムの影響を受け、インドを西欧と比較する中で「神秘性」「精神性」を強調し、ナショナリズムに生かすことが求められる状況であった。
ヴィヴェーカーナンダは、ラーマクリシュナの教えを俯瞰したというアドヴァイタ・ヴェーダーンタ（不二一元論）を根幹とする6回の講演を行い、ラーマクリシュナの諸宗教における神秘体験を基盤に、ヒンドゥー教とその普遍宗教的性質、普遍宗教の理想について、ヴェーダの教えの深遠さと他宗教に対する優位性、その科学性について語った。万国宗教会議での講演が最初の布教活動であり、インドの外で始められた。インドの民衆の窮状を語って救済を訴え、個人的な魂の救済のみでなく、社会的・物質的な救済も目指す出家者の新しい在り方を示した。高度な英語力と人目を引く容姿、説得力ある魅力的な語り口で、原稿をもたずに話した。例外的に一介の僧侶としての参加したことがプラスに働いたこともあり、「普遍宗教」の演説は熱狂的に歓迎され、欧米で非常に高い評価を受け、特にヨーガとヴェーダーンタ哲学に興味を持たせることに成功し、インド宗教・アジア宗教を代表する宗教者・思想家と位置づけられた。インド国内では、ヴィヴェーカーナンダを「ヒンドゥー教の救世主」とみなす人もいた等、その成功は称賛を集めた。
ヴィヴェーカーナンダの演説に熱狂した人には、ブラフモ・サマージの創始者ラム・モホン・ラエ（ラーム・モーハン・ローイ）に影響を受けたと言われるラルフ・ワルド・エマーソン流の超絶主義論者や、心霊主義、神智学、ニューソートのクリスチャン・サイエンスなどの新興のカルト的神秘主義的宗教のグループが多かったと言われる。当時のアメリカは、反・三位一体主義で神の唯一性を主張したキリスト教のユニテリアンや、神智学協会による近代神智学など、東洋の宗教に高い関心を持つ宗教・神秘思想があり、ユニテリアンは人間の理性の力、自己改善の能力、人間が完全なものになれる可能性を強く信じるなどヴィヴェーカーナンダの主張と重なる部分があった。また、1893年に金融恐慌があり、社会不安と貧困が広がって人々が疲弊していたことで、ヴィヴェーカーナンダの講演は注目を集めたのではないかと考えられる。アメリカで、超絶論者、ユニテリアンはインドの宗教・伝統の仲介者となった。
渡米の途中で立ち寄った日本で見聞した、近代化・西洋化の様子と、日本の仏教寺院の古代ベンガル文字で書かれたサンスクリット語のマントラ等に見られる極東にまで及んだインドの宗教の影響に感銘を受け、釈宗演、蘆津実全、平井金三らと並んで仏教部会（Buddhist Congress）にも出席し、仏教とヒンドゥー教はユダヤ教とキリスト教の関係と同様の関係性であること、仏陀の思想の論理性の高さや慈悲心の深さについて熱く語った。（なお、この万国宗教会議で、日本の釈宗演は、欧米世界に日本の禅仏教を初めて紹介する。）
彼の伝道活動は主にインド外で行われた。1894年にアメリカでヴェーダーンタ協会を設立。会議が終わるとアメリカからパリに寄って、1895年にイギリスのロンドンに行って講演をした。2、3年の間、彼はニューヨークとロンドンにヴェーダーンタ協会を開設し、主要な大学で講義を行って注目を集めた。ヴィヴェーカーナンダを歓迎したのは、彼が常々批判したキリスト教宣教師たちだった。
1895年末にイギリスからアメリカに戻り、インドの宗教と哲学に関する講義を続け、のちに『カルマ・ヨーガ』『バクティ・ヨーガ』『ジュニャーナ（ギャーナ）・ヨーガ』としてまとめられ、ハーバード大学での講義が『ヴェーダーンタ哲学』として出版された。アメリカ人の弟子もでき、クルパーナンダ、アブハヤーナンダ、ヨーガナンダ、シスター・ハリダーシーといったアメリカ人の弟子が加わってインドで科学や組織を教え、活発な東西交流が行われ、これがラーマクリシュナ・ミッションの運動につながった。
1897年にはロンドンで講演会を開いた。比較宗教学のマックス・ミューラーは彼をオックスフォード大学や幾つかのカレッジに紹介し、ヴィヴェーカーナンダから聞いたラーマクリシュナの話をまとめて『ラーマクリシュナの生涯と教え』を出版した。ここで出会ったイギリス人たちは、ヴィヴェーカーナンダに感銘を受けて渡印し、ヒマラヤにアーシュラムを作って住んだ。また、ヴィヴェーカーナンダはドイツにも招かれ講演を行った。
欧米の一般大衆から強い印象を受け、西洋の文明力と、女性の教養の高さに驚いた。
4年に及ぶ欧米での外遊と講義ののち、1897年に彼はインドに帰国した。

### 帰国

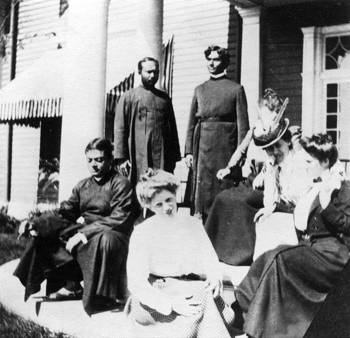
ヴィヴェーカーナンダ（前列左から1番目）、ヴィヴェーカーナンダを献身的に支えたアメリカ人の友人ジョセフィン・マクラウド（前列右から2番目）。1899年、ニューヨーク。

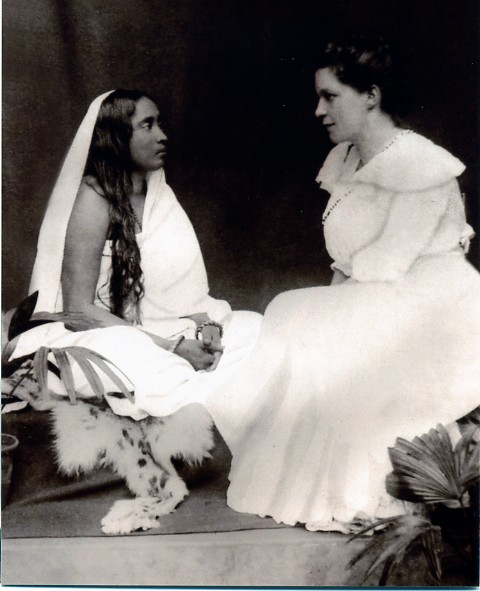
ヴィヴェーカーナンダの弟子シスター・ニヴェーディターと、ラーマクリシュナ・ミッションで聖母と崇敬されたラーマクリシュナの妻サーラダー・デーヴィー（左）（1900年頃）

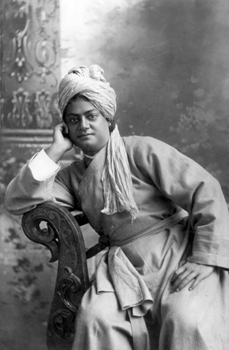
1900年の写真

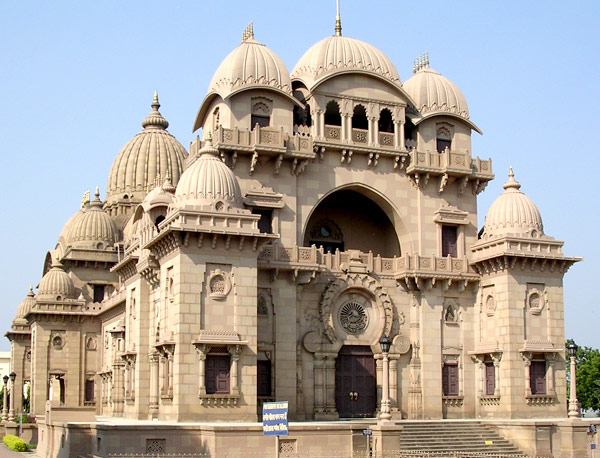
ベールール僧院

1897年に、ラーマクリシュナの教えを具現するためとして、ラーマクリシュナ・ミッションを興した。これは、現代インドのヒンドゥー社会における最も大きな教育機関の1つである。インド内での活動は、伝道よりもむしろ、病院建設、学校経営、出版といった社会奉仕活動が中心だった。
1898年11月に、彼の弟子であるアイルランド人のシスター・ニヴェーディター（マーガレット・ノーブル）の女学校が開校、12月にはベルル僧院（ラーマクリシュナ僧院）が建立した。ラーマクリシュナ・ミッション、ラーマクリシュナ僧院は保守的なヒンドゥー正統派からの批判もあった。ヴィヴェーカーナンダは1899年1月から1900年12月にかけて再度アメリカ、ヨーロッパを外遊した。

### 晩年
ヴィヴェーカーナンダは、ラーマクリシュナ・ミッションの組織を整備し、社会貢献活動、布教や修行も平行して行い、多忙であった。1901年、ヒマラヤのアーシュラムの創設に尽力した。1902年には、インドを訪問した岡倉天心と親交を結んでいる。横山大観、織田得能などの文化人との交遊もあり、日本への及ぼした精神的な影響もみられる。
糖尿病、気管支喘息、慢性の不眠症にひどく苦しめられ、健康状態は低下していった。1902年7月4日の朝、コルカタの郊外に自身が創設したラーマクリシュナ僧院の前身であるベールール僧院にて、講義、散歩、弟子への遺言の後、死亡した。39歳の若さであった。

## 思想
基本的に、伝統的な不二一元論・伝統的な正統派のヴェーダーンタ哲学的観念に立脚しており、青年時代に影響を受けたブラフモ・サマージの普遍主義的な思考傾向がみられる。古典的一元論に近代的な意義を与え、人々に受け入れられるよう脚色を施して提示した。

### 普遍宗教としてのヒンドゥー教

#### ヒンドゥー教
師のラーマクリシュナは、貧しい育ちで満足な教育を受けておらず、サンスクリット語の知識もなく、英語もわからず、教養は乏しかった。無邪気な子供のような性格で人々に愛され、易々と神秘体験に入り得ることで注目を集めた。ラーマクリシュナは大欲、肉欲（性欲）を捨てることの重要性を強調し、これはヴィヴェーカーナンダに受け継がれた。ラーマクリシュナとヴィヴェーカーナンダの関係は、パウロとキリストにも喩えられ、ヴィヴェーカーナンダは師の教えに生き、師が教えた真理の布教のみを自らの使命とし、設立した教団に師の名前を冠し、師の権威と共にその思想を語った。ラーマクリシュナは、様々な宗教での神秘体験を通じ、各宗教で奉じられている神は、最高・唯一・絶対の存在が形を変えて顕現したものであり、それぞれの宗教は道は異なれど同じ地点を目指すものであると説いた。彼はカーリー女神を特別視し、カーリー女神こそが神の主要な顕現であると考えており、その宗教心は、慈悲深い母神としてのカーリー女神へのバクティを中核に形成され、タントラ的な性格を持つことが近年解明されつつある。一方、彼によって宗教の道に入ったヴィヴェーカーナンダは、高度な教育で育まれた知性により、「個我的な自己と絶対者ブラフマンの完全な合一」というシャンカラの系統のヴェーダーンタ哲学が説く伝統的な由緒正しい境地・真理に至っており、両者の思想は異なる面を持つ。ヴィヴェーカーナンダは、思想的には新しい哲学体系を作ったわけではない。ラーマクリシュナ・ミッションの教義は、ヴェーダーンタ哲学を思想の中心に置いたことで全インド的な基盤を持つものになり、欧米にまで広まることが可能となった。
ヴィヴェーカーナンダは万国宗教会議で、「ヒンドゥー教とは、世界の人々にすべてを受容する寛容の精神を伝える宗教であり、そのことを悟る宗教でもある。それは、人間ひとりひとりの内に存在する神性を認め、人類が自らの神性を自覚することを助ける普遍宗教でもある。また、ヴェーダは、ヴェーダーンタ哲学から偶像崇拝の思想に至るまでの多岐にわたる思想の共通基盤であり、霊性の法則が集められている宝庫で、その教えは科学とも矛盾しない。また偶像崇拝をも容認し、全ての宗教は真実であるとして、宗教間の対話を求める宗教でもある」といった内容を語った。
ヴィヴェーカーナンダは、ヴェーダーンタは絶対的非人格的なものであり、それを説いた人の権威と関係があるものではなく、ただ真理であり、属人的な権威はむしろ真理の妨げになるとした。全ての人々に無限の進歩の希望を与える教えであり、広く、大きく、そして楽天的であると説いた。

#### 普遍宗教
万国宗教会議の演説でヒンドゥー教の教えを説くことで、インド人としての誇りを取り戻そうとしたが、インド外の人々に評価されたのは普遍主義の方である。ヴィヴェーカーナンダは近代のヒンドゥー教に普遍宗教という要素を加えたことで、ヒンドゥー・ナショナリズムに非常に大きな足跡を残した。
ヴィヴェーカーナンダは、ラーマクリシュナの思想・哲学に普遍化というアレンジを加えて広めた。ラーマクリシュナの、全ての宗教で奉じられるそれぞれの神は最高・唯一・絶対の存在の形の違う顕現であり、カーリー女神こそが主要な顕現であるという思想を発展させ、師の諸宗教での神秘体験を基盤に、あらゆる宗教は一つに帰するものであり、あらに世界の諸宗教は対立したり矛盾したりするものではなく、永遠なる一つの宗教の様々な局面であり、存在するのはただ一つの宗教だけであると見るべきと考えた。この「一なる普遍宗教」の存在を前提とし、そのうえでそれぞれの宗教の存在とその意義を認めるというのが、ヴィヴェーカーナンダの宗教観である。
「一なる普遍宗教」という一つの体系を形成しようとしたというより、ヴェーダの優位性を保った上で、互いに宗教の中に見える普遍的要素を認め合い、各々の宗教をより良いものにしていこうと呼びかけ、あらゆる宗教の尊重、理解、受容を推奨した。

### ナショナリズム
当時の欧米に、ヒンドゥー教（ヒンドゥーイズム）を理解している人はほとんどおらず、聖典を読んだ人もなく、（仏教など除く）インドの宗教・文化・哲学を表す漠然とした説明しがたい概念、またカースト制度を持つおぞましい偶像崇拝として受け止められていた。ヴィヴェーカーナンダは、自身の出家者としての体験をふまえて、近代の自然科学及び社会の発展を意識しつつ、欧米人にも受け入れられる形でヒンドゥー教を解説し、新たな自己概念を与えた。
ヴィヴェーカーナンダはヒンドゥー教の本質について、アドヴァイタ・ヴェーダーンタに基づいて明確な説明を行い、その深遠さを示した。あらゆる宗教を受容すべきと説いたうえで、最も優れて深遠な哲学アドヴァイタ・ヴェーダーンタに裏付けられたヒンドゥー教こそが最も素晴らしい宗教であり哲学であり、インド人はこれを誇りに思い、また世界に広める義務があると主張し、彼は世界への伝道を使命であると考えていた。インドの宗教とナショナリズムを結び付け、インド人に民族の誇りを与え鼓舞した。後にヴィヴェーカーナンダの著書を読んだインド独立の父マハトマ・ガンディーが「私の祖国に対する愛が何千倍も深くなった」と語っているように、ヴィヴェーカーナンダはインド人の精神的バックボーンを作り、独立運動に影響を与えた。
インド人に過去の栄光にすがることなく、男らしく未来を切り開くよう訴え、上層階級は肉体的にも道徳的にも堕落しているとし、民衆こそが唯一の希望であると考えた。

### 神
神ついては、「創造主ではなく」「彼はあらゆる所に存在し、純粋、無形の存在で、かつ全能で、慈悲そのものである」と説明した。

### 偶像崇拝
偶像崇拝については、「別に恐ろしいものではなく」「未発達の心に高い霊的な真理を理解させようとする試みである」として是認・擁護する立場を取った。

### カースト
宗教とカーストは関係しているように見えるが、そうではなく、「宗教においてカーストは無く、カーストは単なる社会的制度である」と述べており、ダルマ（法）を守るもの、各々に優れた職能による分業という社会制度としてのカーストは自然の秩序であるとして肯定し、カーストは存続すべきとした。
彼が説いた独特のカーストは、元来のヴァルナ制度のもとで、その人の特質と、その人が持つサットヴァ・ラジャス・タマス（Tamas）というトリグナ（tri-Guṇa、3つのグナ、三特性）の組み合わせによってバラモン・クシャトリヤ・ヴァイシャ・シュードラのどれか決まるとされ、これは遺伝ではないという。カーストはあらゆる社会にあり、カーストや儀式は変わっていくが、本質と原則は変わらないだろうと述べている。
一方、社会制度としてのカーストの劣化した悪い側面、生まれに基づくカーストを批判した。ヴィヴェーカーナンダは社会主義者を自認し、シャンカラやラーマーヌジャ、ナーナク、チャイタニヤ・マハープラブ、カビールといったインドの宗教家たち同様にカースト外の不可触民（パーリア、南部インドの最下級民）への同情を示し、支配者のカーストが下位カーストを踏みつける行為を戒め、最も抑圧されている不可触民の生活を向上させることが社会を進歩させる唯一の方法であると考えた。

### 宗教と科学
ヴェーダーンタは合理的、科学的な教えであり、ヒンドゥー教の目標は「多様性と二元性とを経て究極の単一性に到達する」ことで、自然科学、現代科学と同じ目標を持っていると主張した。

### 身心鍛錬
イギリス人は、インド人とインド社会は肉体的、道徳的、精神的に堕落しているという脆弱神話を唱えてインド支配を正当化しようとし、インド人も脆弱神話を内面化していた。そのためインド人知識人たちは、筋肉的キリスト教を背景とする西洋の身体鍛錬文化に興味を持ち、肉体を強化して個人と社会の堕落と言われる状態を克服しようとし、またイギリスとの武力闘争の闘士を育てようとした。ヴィヴェーカーナンダは西洋諸国外遊からの帰国後、「インド人には鉄の筋肉と鉄の心が欠けている」として身体鍛錬文化を支持して「筋肉的ヒンドゥー教」とも言える立場を取り、次のように繰り返し語った。
もしもこの世に罪があるとすれば、それは弱さである。すべての弱さを避けよ、弱さこそ罪である。弱さは死である……真実の試金石とはこれだ。あなたを肉体的に、知的に、そして精神的に弱めるものをすべて毒として拒否せよ、その中に命はない。それは真実ではありえない。
こうした考えは、バール・ガンガーダル・ティラクやオーロビンド・ゴーシュらに影響を与えた。

### ヨーガ
イギリス支配下でのヒンドゥー・ナショナリズムの高まりの中で、西洋の影響を受け、西洋を意識しつつヒンドゥー教が再構築された。そうした状況の下、ヴィヴェーカーナンダは万国宗教会議の後の欧米での講演を通し、欧米の聴衆の求めるものをよく読み取り、それに合わせる形で教えを説いていった。
『バガヴァッド・ギーター』やヨーガ学派の思想を再編成し、ヴェーダーンタを再解釈し、単純化し、近代化して、ヨーガの名によって説いた（ネオ・ヴェーダーンタ）。ヨーガを「心理的統制によって、低い自我と高い自我とを結合すること」と定義した上で、「われわれを神へみちびく、何らかの仕方の修養（カルチャー）」 と非常に広くとらえ、「心の科学」として提示した。人間を4つの類型に分類し、その類型それぞれにふさわしい4つのヨーガがあるとした。活動的、精神分析的、宗教的、哲学的というタイプそれぞれに合うヨーガとして、カルマ・ヨーガ（実践の道）、ラージャ・ヨーガ（心身統一の道）、バクティ・ヨーガ（信愛の道）、ジュニャーナ・ヨーガ（智慧の道）を提示し、これにより普遍宗教として幅広い宗教的ニーズに対応した。ヴィヴェーカーナンダのヨーガの最終目標は、ジュニャーナ・ヨーガ（智慧の道） であると考えられているが、アメリカで人気となったのは実践的なラージャ・ヨーガである。ロマン・ロランによれば、人びとは「世界征服の幼稚不健全な秘密を求めて力のヨーガ‐ラージャ・ヨーガ‐に飛びついた」、つまり神秘的な力の秘密と習得を目指してラージャ・ヨーガを行ったという。
ヴィヴェーカーナンダは、あらゆる宗教に共通な要素は感覚の限定を超えようとする努力だとした。自然の背後に働く大いなる力を見るのも、先祖の霊魂を崇拝するのも、霊の啓示を受けるのも、悟りを開いて永遠の法則を理解するのも、超感覚的なものに対する関わりだという。宗教の対象は絶対あるいは無限であるがゆえに人間の理性や感覚に収まりきらず、物質に留まることもない。感覚の限定を超え、無限なるものと合一するのが最高の理想なのだと主張し、ヨーガは合一のための手段であると述べた。
エリザベス・ド・ミシェリスは、「近代的ヨーガ」（modern yoga）はヴィヴェーカーナンダに始まったと見ており、B・マッドセンはヴィヴェーカーナンダのヨーガを「スピリチュアル科学的ヨーガ」（spiritual scientific yoga）の名で分類している。

#### ジュニャーナ・ヨーガ（智慧の道）

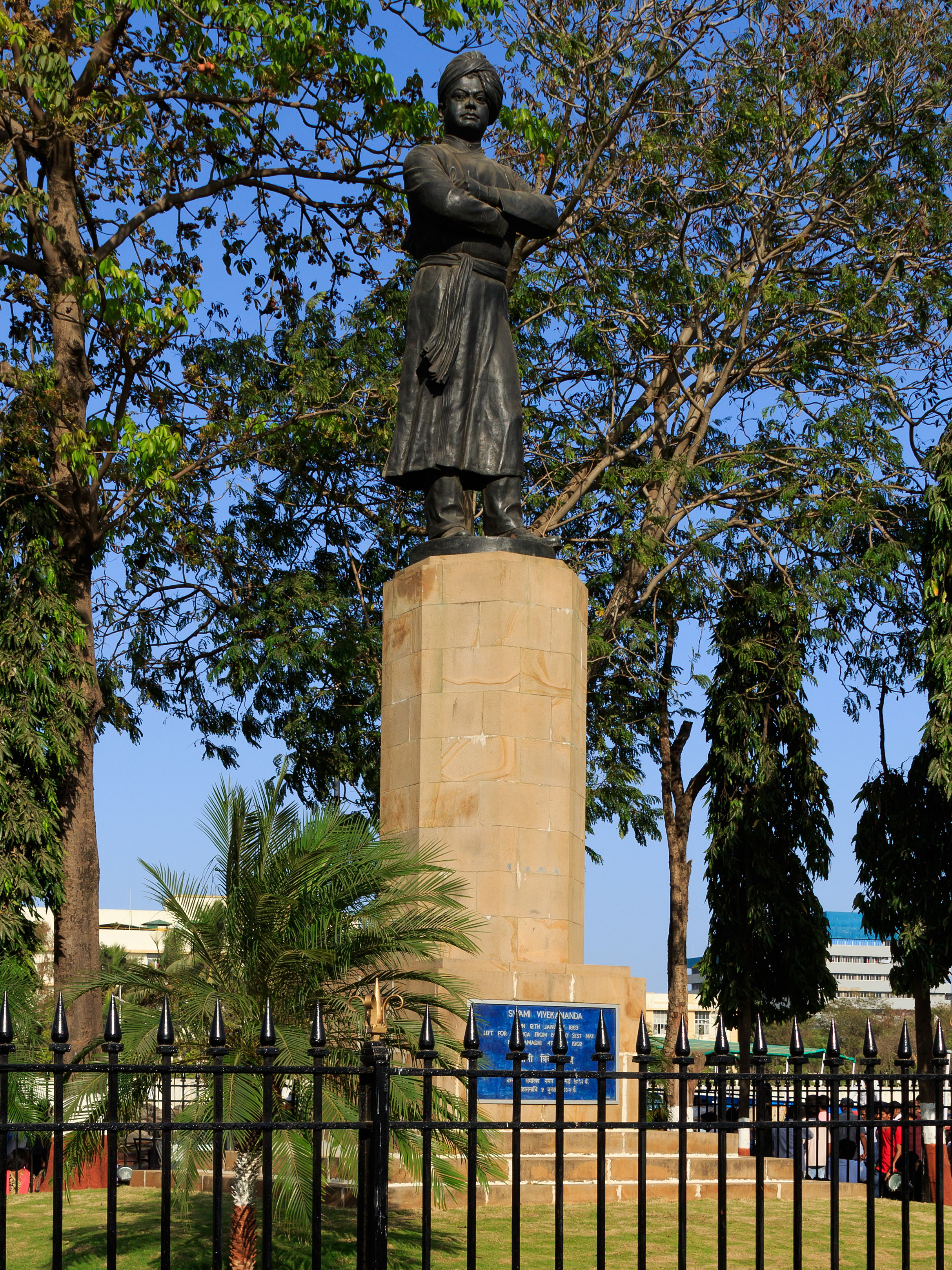
インド門近郊のヴィヴェーカーナンダの像（ムンバイ）

ジュニャーナ・ヨーガは、実在をあるがままに見て普遍なる存在と合一することを目指す。自我とは迷盲であり、神のみが実在であることを知によって理解しようとするのがこの哲学的ヨーガの道である。この道についてのヴィヴェーカーナンダの教えはアドヴァイタ・ヴェーダーンタ、つまりシャンカラの思想が中心になっている。神は遠くの天国かどこかにではなく、全てのものの中に、人間の中に、自分の中にいるということがヴェーダーンタ哲学の主張であるとする。
ジュニャーナ・ヨーガの目的は、全ては神であるという教えを外面だけ研究することではなく、内面に分け入って合一を知ることであるという。

#### バクティ・ヨーガ（信愛の道）

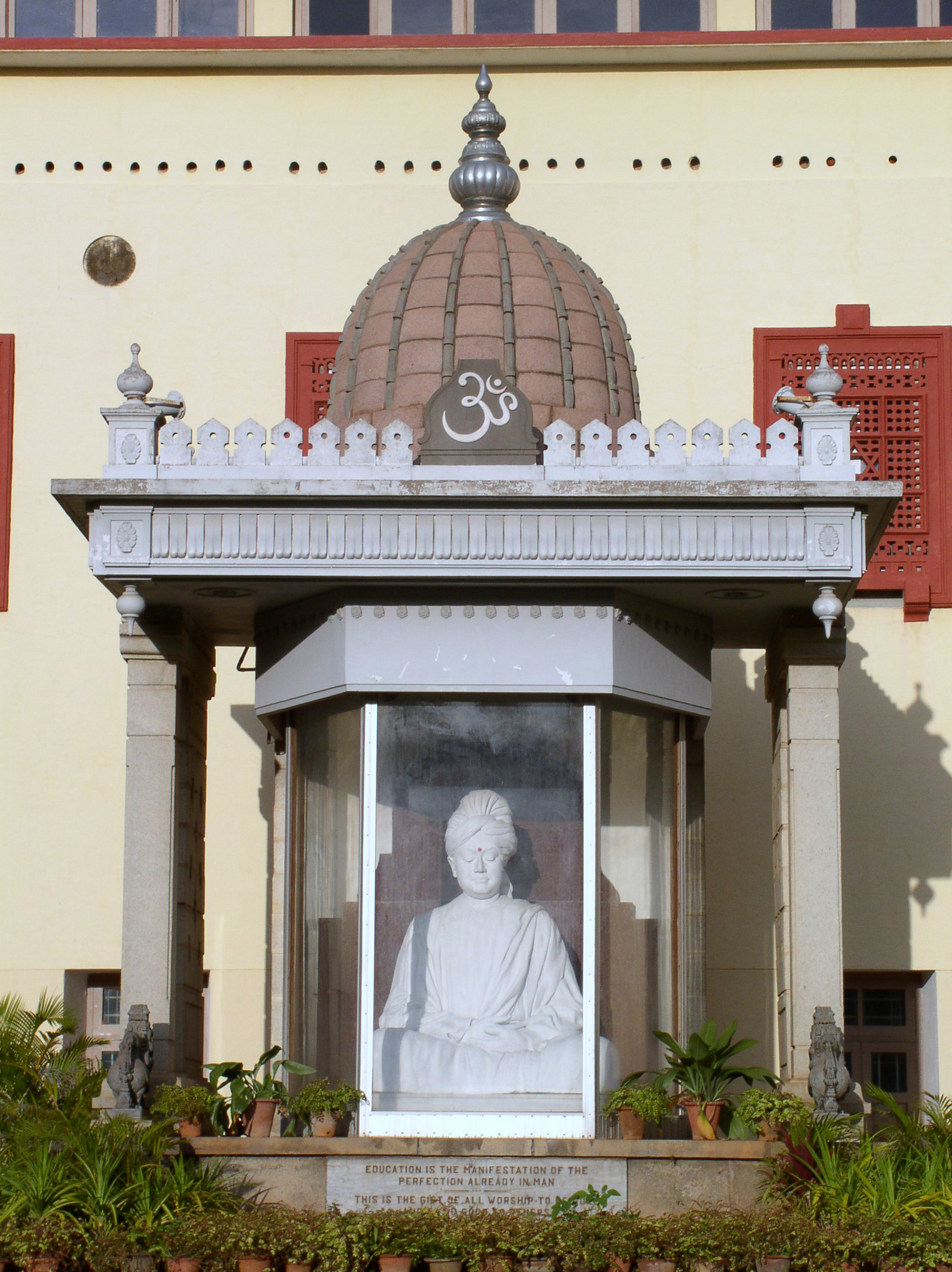
ヴィヴェーカーナンダの坐像（マイソール）

バクティ・ヨーガは、神に夢中になることによって小さな「我」を滅し、神と合一することを目指す。これはラーマクリシュナが好んだ道でもある。バクティにも段階があという。象徴や師の助けのもとに魂の浄化が目指されるが、浄化の中で最高のものは放棄であり、放棄は最高の愛から生まれるとする。ヴィヴェーカーナンダは愛の段階を以下のように分けている。
1. 平凡な愛（シャーンタ）
2. 召し使いの主人への愛（ダーシャ）
3. 友情（ダキア）
4. 親の子供に対する愛情（ワーツサリア）
5. 恋人の愛（マドゥラ）

友人同士は平等な愛で結ばれる。親は利害を離れて子供のためを思う。恋人は相手のためなら全てを投げ打つ。これは「我」の消えていく段階である。バクティは神への愛であり、神以外のあらゆるもの（我を含む）ではなく、神のみを愛することを理想とする。
神のみを愛せよということは、一切が神の顕れであるとする立場からは、全てを愛せよということになる。ヴィヴェーカーナンダは愛は神であり、宇宙の原動力だとも述べた。宇宙全体は愛の顕れであり、愛するものと愛されるものという区分は究極的には消滅し、全てが一体となった愛のみが残るという。

#### カルマ・ヨーガ（実践の道）
カルマは業、または行為と訳される。人が行う全ての働き、肉体の1つ1つの動き、それぞれの思いは心の実質の上に印象を残し、それが表面に現れずとも下層において潜在意識として働くだけの力を持つようになるという。各瞬間における人間の存在は、心に刻まれたこれらの印象の総計によって決まるとし、行為が人間の存在を決めると考えた。カルマヨーガは行為の結果から自由な無執着により合一を目指す。
日常的な仕事が重要で、仕事は知や力を呼び起こす打撃だとヴィヴェーカーナンダは説いた。善は立場や文化によって様々な相対的なものとされ、何が善行なのかはあまり重視されない。人それぞれが自分の置かれた立場にあってその義務を果たすことが偉大だとされるカルマ・ヨーガの共通の理想は、利己的な動機を離れた無私の働きである。カルマ・ヨーガの行者は日常の働きで真理を得るため、高名な宗教家とはなりにくいが、知によって真理を得たブッダ、愛により真理を得たキリストと同じように偉大だとヴィヴェーカーナンダは主張する。最も平凡な生活の中に偉大なものがいるとするこの教えは、民衆に目を向ける社会的実践とも関係する。

#### ラージャ・ヨーガ（心身統一の道）

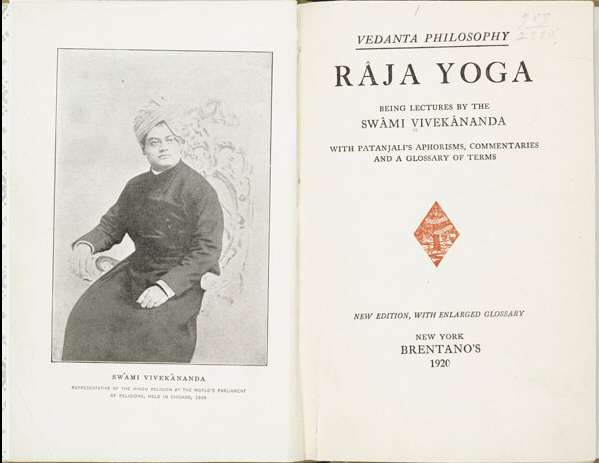
『ラージャ・ヨーガ』タイトルページ

ラージャ・ヨーガは、瞑想により心を制御して合一を目指すものであるとする。心身統一の方法で、精神と肉体両方に働きかけるものであり、人間の精神に関わる他の3つのヨーガとは扱う対象が異なる。書籍『ラージャ・ヨーガ』は、ニューヨークでの講演の記録と「パタンジャリのヨーガ格言集」からなり、全体として主にパタンジャリの『ヨーガ・スートラ』の八部門が詳しく解説されている。『ヨーガ・スートラ』は以下の8つの段階を経て合一に至る道を記している。
1. 禁戒（ヤマ）
2. 勧戒（ニヤマ）
3. 坐法（アーサナ）
4. 調息（プラーナーヤーマ）
5. 制感（プラティヤーハーラ）
6. 凝念（ダーラナー）
7. 静慮（ディヤーナ）
8. 三昧（サマーディ）

ヴィヴェーカーナンダは、ラージャ・ヨーガはインド人ならではの精神科学であり、集中の研究であると述べている。『ヨーガ・スートラ』の解釈はそれまでより実践的であり、プラーナ（呼吸）とプラーナーヤーマ（調息）に関してハタ・ヨーガの生理学的要素が加えられ、ヨーガを実践しプラーナを制御することで「ほとんど全能、ほとんど全知」になることが可能であると主張している。彼の『ラージャ・ヨーガ』は、『ヨーガ・スートラ』、ヒンドゥー教の伝承、ブラフモ・サマージ等の近代ヒンドゥー教の思想、当時の西洋科学である物理学、心理学、解剖学等、アメリカで人気のあった自然魔術の系譜のメスメリズム（動物磁気療法）、オカルティズム、代替医療等が混ざったものになっており、当時のアメリカにいた精神治療家、信仰治療家、心霊主義の降神術者、ニューソートのクリスチャンサイエンティスト、催眠術者なども無意識にプラーナを制御しているとした。
メソッドの実践や儀礼、身心技法で非聖職者が魂の救済を直接求めるメソジストやクエーカー教などのキリスト教の潮流を背景に、実践的なラージャ・ヨーガは、当時のアメリカで高みに上るための身心技法として人気を博した。

#### ハタ・ヨーガ
ヴィヴェーカーナンダは西洋の身体鍛錬文化を支持したが、インドの伝統的な、動的・肉体鍛練的なハタ・ヨーガの実践については、「実践はたいそうむずかしくて1日で学ぶことはできず、そして結局、霊性の成長とはほとんど無関係であるため、私たちのヨーガとは何の関係もない」として否定的な立場を取った。

### 社会的実践
アートマンは本質的にブラフマンと同一であるというシャンカラの教えを受け継ぎ、人間には内的な偉大さと神性があるとし、ブラフマンを内包する人間への奉仕は本質的にブラフマンへの奉仕と同じであると考え、貧しい人々への奉仕は「貧者としての神ナーラーヤナ」の崇拝であると説いた。
神へのバクティを強調したラーマクリシュナは社会に対し逃避的であり、当時のインドで行われていた社会改革活動を無駄な行為と考えていたが、ヴィヴェーカーナンダは出家者は現実の利害に縛られずに無私の奉仕が可能であると考え、社会奉仕を僧院の修行の一環として導入した。これはキリスト教宣教師の影響を受けてのことと考えられている。ヴィヴェーカーナンダは、母神の子供たちたる民衆を悲惨な境遇から助け、母神の顕現と見做せる母国を外国の支配から解放することもできると考えた。僧院への社会奉仕の導入は、僧院と一般信者の社会的関係にとって重要な変革であり、ラーマクリシュナ・ミッションは社会活動にいそしみ、上流中間層の支持を得た。

### 他のヒンドゥー教・宗教改革運動への評価
ブラフモ・サマージの設立者ラーム・モーハン・ローイは、インド宗教改革運動の嚆矢となり、「インド最初の近代人」「近代インドの父」とも呼ばれた。ブラフモ・サマージは、イスラム、キリスト教、そして古代ウパニシャッドの中に真理と普遍性を認め、当時のヒンドゥー教を歪められたものとして純粋な古代の姿に戻すことを目指し、サティーなどの悪習の廃止とインド社会の近代化を目指した。イスラム神秘主義の影響を幼少期に強く受けたローイは、インド思想の根底にある輪廻とカルマを信じておらず、ヴィヴェーカーナンダは、ブラフモ・サマージの性格は折衷主義であり、むしろキリスト教に近いと評した。
ダヤーナンダ・サラスヴァティーが設立したアーリヤ・サマージは、単なるヴェーダ主義であり、後期のヒンドゥー教を完全に無視しているとした。
インド・ナショナリズムの運動に大きな影響を与えたヘレナ・P・ブラヴァツキーらによる神智学協会については、疑似ヒンドゥー教に過ぎないと断じた。
また、神智学協会のオルコットと懇意だったアナガーリカ・ダルマパーラ（セイロン）の新仏教については、神智学と西欧の文献の偏狭な混合物であると考え強く批判した。

## アカデミックな批評
これまで主に、ヒンドゥー教を古代ヴェーダーンタ思想に依拠する優れた世界宗教として称賛する、愛国主義的な宗教改革者として評価されてきた。人類学者の杉本良男は「ヴィヴェーカーナンダはインドのヒンドゥー教にとって内部からは異物、外部からその代表と見られる特異な、しかし近代非西欧世界ではある種典型的な役回りを演じた人物」であり、彼の改革ヒンドゥー教は「政治的、知的な植民地支配をうけたエリートが、キリスト教をモデルにしてみずからの『宗教』の再定義をへてその内部からの改革をめざす宗教ナショナリズムのひとつの典型」と解説している。ペンシルバニア大学のウィルヘルム・ハルプファスは、ヴィヴェーカーナンダは西洋世界における確認や承認の探求を活動の中心的モチーフにしていたとし、彼のインド思想への理解は複雑なヴェーダーンタ思想の体系を「表面的に定型化し」たものにすぎず、その基本的な概念も「物質的な西洋とスピリチュアルな東洋」の対立図式であると、やや厳しい評価をしている。インド近代史研究家のビパン・チャンドラ（Bipan Chandra）は、近代インドの宗教改革運動者は、古代インドに黄金時代を見出して過剰に賛美することで、インド人の理性的・科学的思考を後退させ、近代科学の全面的な受容や現状の改善を妨げたが、ヴィヴェーカーナンダも同様だったと評している。彼の思想がヒンドゥー至上主義の理念を支えるものとして利用されてきたという面も認められる。
一方ベンガル・ルネッサンスを研究するデイヴィッド・コフ（David Kopf）は、西洋近代と土着インドといった図式的な対比が、ベンガル・ルネッサンスの試みを多面的に理解することを阻み、その普遍主義的側面を軽視させていると単純な見方に注意を促し、「文化ナショナリストとして言及されるヴィヴェーカーナンダでさえも、もともとは、宗教的・文化的統合の基盤としてのネオ・ヴェーダーンタを、世界に提示したのである」と語っている。また、南アジアを研究する文化人類学者の外川昌彦は、「ただ過去の栄光を讃えるだけの復古主義には還元できない懐の深さを持っていた」とし、ビパン・チャンドラの指摘はヒンドゥー教改革運動の一つの基調として有意義ではあるが、ヴィヴェーカーナンダについては検証の余地があると述べている。
このように、ヴィヴェーカーナンダの思想や実践への視点、解釈、評価は多様であり、従来の見方や評価を脱しようとする研究もみられる。最近では、彼のヴェーダ聖典や古典哲学理論の解釈に問題が多いことも指摘されている。

## 影響

### インド
インド人として最初で最後のインド総督チャクラヴァルティー・ラージャゴーパーラーチャーリーは、ヴィヴェーカーナンダは「ヒンドゥー教を救った」と評価した。スバス・チャンドラ・ボース、マハトマ・ガンディー、ラビンドラナート・タゴールも高く評価し、独立運動家としてのオーロビンド・ゴーシュはヴィヴェーカーナンダに心酔していた。ヴィヴェーカーナンダの新たなインド社会像の探求は、その後のインド民族運動において、タゴールやガンディーらの国民統合と宗教に関する議論にも影響を与えたと思われる。
インドの18代首相のナレンドラ・モディは、日本とインドの交流の象徴としてヴィヴェーカーナンダに幾度も言及し、数千年にわたる偉大で力強いインド文明を体現する「インドの魂」として取り上げている。

### 欧米

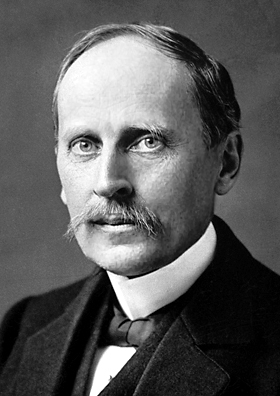
ロマン・ロラン

マックス・ミュラー、パウル・ドイセンらのインド学者、アメリカのウィリアム・ジェイムズ、ロバート・グリーン・インガーソル、フランスの文学者ロマン・ロランなどの欧米人に大きな影響を残し、特にマックス・ミュラーとロマン・ロランが熱狂的だったことが知られる。マックス・ミュラーは古代宗教やイエス・キリスト、ロマン・ロランは人間主義という自身の関心と関連づけて、ヴィヴェーカーナンダによって普遍化されたラーマクリシュナの思想とその生涯を探求した。

## 著書
邦訳
- 『生きる秘訣』 斎藤晌 訳、日本教文社、1962年
- 『ヴェーダーンタ哲学入門』 斎藤晌 訳、日本教文社、1963年
- 『スワミ・ヴィヴェーカーナンダ―その生涯と語録』 ヴィヴェーカーナンダ研究会 編、ヴィヴェーカーナンダ生誕百年記念会、1963年
- 『わが師 ヴェーダーンタ哲学と聖ラーマクリシュナを語る』 日本ヴェーダーンタ協会 訳、日本ヴェーダーンタ協会、1983年
- 『カルマ・ヨーガ - スワミ・ヴィヴェーカーナンダ講演集』 日本ヴェーダーンタ協会訳、日本ヴェーダーンタ協会、1989年2月
- 『バクティ・ヨーガ』 日本ヴェーダーンタ協会訳編、日本ヴェーダーンタ協会、1991年3月
- 『ギャーナ・ヨーガ』（改版） 日本ヴェーダーンタ協会訳、日本ヴェーダーンタ協会 1999年10月
- 『ラージャ・ヨーガ』 日本ヴェーダーンタ協会訳、日本ヴェーダーンタ協会 1997年3月
- 『わが師 - スワミ・ヴィヴェーカーナンダ講演集』日本ヴェーダーンタ協会訳、日本ヴェーダーンタ協会、1983年10月
- 『シカゴ講演集』 日本ヴェーダーンタ協会訳、日本ヴェーダーンタ協会、1995年6月
- 『普遍宗教への階梯 - スワミ・ヴィヴェカーナンダ講演集』 大野純一編訳、コスモス・ライブラリー、1998年8月